# Marianów (gmina Tłuszcz)
Marianów – wieś w Polsce, w województwie mazowieckim, w powiecie wołomińskim, w gminie Tłuszcz.
Do 31 grudnia 2023 miejscowość była częścią wsi Brzezinów.